# ランバスリーグ
ランバスリーグは、ランバスファミリー（ジェームス・ウィリアム・ランバス、メアリー・イザベラ・ランバス、ウォルター・ラッセル・ランバス親子）に関係する5校（関西学院、パルモア学院、啓明学院、広島女学院、聖和大学）により1998年に設立。

## 概要
「ランバス関係姉妹校提携」に基づいて、「ルーツを同じくする学校で何ができるか」を緩やかな交わりの中で考えていく営みとして設置された提携関係である。この提携関係がもととなって啓明学院中学校が設立された。

## 歴史
- 1886年 - ランバスファミリーがパルモア学院（読書館）設立
- 1886年 - 広島女学院設立（ウォルター・ラッセル・ランバスが関与[1]）
- 1888年 - ランバス記念伝道女学校（聖和大学の源流）設立
- 1889年 - パルモア学院を母体として[3][4]関西学院設立
- 1923年 - パルモア学院を母体として[3][4]啓明学院設立
- 1998年 - ランバスリーグ発足
- 2009年 - 聖和大学が学校法人関西学院と法人合併。
- 2013年 - 聖和大学の廃止が認可される
- 2020年 - パルモア学院が閉校を決定